# Derecho administrativo
El Derecho administrativo (del latín ad "junto a", y ministrare, "manejar las cosas comunes") es la rama del Derecho público que regula la organización, funcionamiento, poderes y deberes de la administración pública y las consiguientes relaciones jurídicas entre la misma y otros sujetos.
En otras palabras, el derecho administrativo es aquel que comprende la organización y el funcionamiento de toda forma de administración pública. Por extensión, suele ser también aplicable a la actuación materialmente administrativa de los demás poderes del Estado y de todos esos entes del sector público. Y todo ello, desde la doble perspectiva de procurar la eficacia de las Administraciones, pero también garantizar los derechos de los particulares en sus relaciones con ellas.
Tradicionalmente, se ha entendido que la administración es una subfunción del desarrollo humano, encargada del buen funcionamiento de los servicios públicos cuya función elemental es la de mantener el bienestar, la seguridad y de entregar a la población diversas labores de diversa índole (económicas, educativas, sociales, entre otros).

## Características
Generalmente, se caracteriza por ser:
- Común: tiene esta característica en todas las actividades (municipales, tributarias, etcétera) y sus principios son aplicables a diversas materias.
- Autónomo: tiene sus propios principios generales.
- Local: derecho de naturaleza local, por la organización política de cada país.
- Exorbitante: excede la órbita del Derecho privado, por lo que en donde hay una organización estatal, hay derecho administrativo.

## Ramas del Derecho administrativo
- Derecho administrativo orgánico: encargado del estudio sobre las formas y principios de organización tributaria.
- Derecho administrativo funcional: sobre el funcionamiento de la Administración, sobre todo en su actividad formalizada (procedimientos y actos administrativos).
- Derecho procesal administrativo: normas sobre control de la Administración y jurisdicción revisora de su actuación.
- Responsabilidad del Estado: estudia las causales y procedencia del deber de la Administración de reparar los daños causados por ella.
- Derecho municipal: estudio sobre el régimen legal de las municipalidades o corporaciones similares.
- Derecho ambiental: encargado de las normas sobre protección del medio ambiente.
- Derecho urbanístico: sobre las normas de construcción y planificación urbana.
- Derecho vial: normas sobre tránsito y caminos.
- Derecho aduanero: sobre las aduanas.
- Derecho migratorio: sobre el control migratorio.
- Contratación pública: Estudia el procedimiento contractual que deben seguir las entidades públicas para la adjudicación de obras o la adquisición de bienes y servicios.

## Evolución histórica
El Derecho administrativo moderno tiene su origen con las revoluciones liberales de los siglos XVIII y XIX.
El paso del Antiguo Régimen al Estado liberal supone el tránsito de un sistema de normas que se encontraban a disposición del monarca a un sistema caracterizado por:
- la existencia de ciertas normas jurídicas, aprobadas por asambleas representativas, con carácter abstracto, general y permanente que regulan cómo debe relacionarse el Estado con los ciudadanos;
- la existencia de un entramado institucional de controles, independiente del monarca;
- la aparición de una afirmación con carácter constitutivo y vinculante de los derechos individuales, tales como la Declaración de los Derechos del Hombre y del Ciudadano de 1789.

Tras este proceso y sobre todo a partir de las revoluciones liberales surge lo que se conoce como Estado liberal. Antes de estas revoluciones no se reconocía la igualdad de todos los hombres como principio jurídico; a partir de ellas, estos dejarán de ser considerados por la ley como súbditos para pasar a ser ciudadanos, con derechos y obligaciones iguales.
Con posterioridad a la instalación del régimen administrativo, surge en Francia la pregunta de quién debe juzgar a la administración. Se cuestiona si, por una parte, debían ser los jueces ordinarios pertenecientes al Poder Judicial quienes juzgaran a la Administración, o si, por otra parte, debía ser la propia Administración quien ejerciera esa función. La raíz del problema se encuentra en que los jueces ordinarios eran aquellos del Antiguo Régimen, nobles que quedarían dotados de poder de anular las decisiones del Nuevo Régimen. Por tal razón, se desconfiaba sumamente. En Francia se resolvió el problema con la creación del Consejo de Estado, que será el órgano encargado de juzgar a los entes administrativos, al mismo tiempo que será dependiente del Jefe de Gobierno.

## Ámbito de aplicación
En cuanto a normas de organización, el Derecho administrativo establece los órganos e instituciones a través de los que actúan la Administración Pública, desde los servicios centrales, los órganos desconcentrados, descentralizados y organismos autónomos dependientes de otras instituciones y, en su caso, los Consejos de Ministros, los ministerios, las secretarías generales, las direcciones generales, las subsecretarías, los órganos representativos de las entidades que componen la administración local o de empresas públicas, entre otros que no sean los mismos.
La mayoría de estos órganos tienen como característica común, la competencia para actuar con prerrogativas o poderes superiores a los que poseen los particulares (imperium). En lo que respecta a las normas de funcionamiento, es preciso señalar que el Derecho Administrativo solo regula aquellas actuaciones de la Administración Pública en las que los órganos administrativos actúan investidos de potestades públicas, es decir, están revestidos de imperium.

"En tanto que en la vida privada los derechos y obligaciones se crean casi siempre por vía contractual, la Administración debe, en interés del servicio público, poder imponer, unilateralmente, sin necesidad de previo pronunciamiento judicial, obligaciones a los particulares, y su decisión debe ser tenida como jurídicamente válida en tanto que el interesado no promueva su anulación por el juez".
Prosper Weil, Derecho administrativo 1986, Civitas, pág. 50color

Se suele distinguir entre administración territorial (con distintas subdivisiones que tiende a ser coincidente con la división territorial del Estado) y administración institucional, la cual, en distintos grados en función del ordenamiento jurídico de que se trate, no ejerce ninguna potestad administrativa. Cuando, en estos casos, la Administración Pública actúa como un mero particular y le son de aplicación las normas del derecho común. No obstante, siempre habrá en su actuación un núcleo estrictamente administrativo, aunque solo sea a los efectos del procedimiento para la formación de la voluntad del órgano administrativo (unipersonal o colegiado) y las normas de atribución de competencias del órgano implicado. La ley orgánica de la administración pública federal es el ordenamiento legal que se encarga de regular la estructura, facultades y atribuciones de los organismos integrantes de la administración pública.
El derecho administrativo es una rama del derecho público  muy importante pues sirve para que exista relación de las personas con las instituciones y entidades públicas. Dentro del derecho administrativo la principal función que se realiza es el Acto administrativo. El acto administrativo no es más que la declaración de las entidades públicas como los municipios, los gobiernos regionales y locales, que van a generar efectos jurídicos dentro  del marco legal. Para que se lleve a cabo este acto se necesita indispensablemente de requisitos fundamentales las cuales están establecidos en determinadas leyes.
El principal ámbito de aplicación del derecho administrativo se dará entre la entidad y usuario mediante documentos, los cuales serán de suma importancia tanto para la persona como para la entidad pues mediante ellos se prevalecerá los derechos y deberes, los cuales tiene que ser cumplidos de forma interrumpida y respetando todos los parámetros legales impuestos por la norma.
El principal desafío para el derecho administrativo ante estos cambios ha sido adaptar y ampliar el marco legal existente para mantener las mismas garantías jurídicas que existen en el papel también en la vía electrónica.

## Relación con otras ciencias
Con el Derecho constitucional, la administración tiene su contenido de origen en la Constitución y el derecho constitucional, determinan la naturaleza, organización, funcionamiento, fines y justificación del estado, lo que significa la fusión del órgano que lleva a cabo la administración pública.
Con la sociología, en razón de que esta es la madre de las ciencias sociales y estudia al hombre en todos sus aspectos de relación e interacción con sus semejantes, como base y fundamento de sus reglas; a través de la administración pública se llevan a cabo todas las actividades necesarias con la finalidad de satisfacer las necesidades de la sociedad.
Con la economía, esta relación se deriva del hecho que para realizar las actividades, atribución es, tareas o encomiendas de la administración pública es necesario tener conocimiento de los recursos con que cuenta la misma.
Con la ciencia política, la administración pública materializa y concreta los proyectos que plantea la ciencia política, pues es evidente que antes de la administración pública está la ciencia política que determina y programa.
Con la psicología, ya que esta estudia los fenómenos de la mente humana y el comportamiento.
Con el Derecho internacional, porque las actividades diplomáticas y constes son los tratados y convenios, siendo el titular el poder ejecutivo.
Con el Derecho penal, las bases para cometer figuras delictivas las puede dirimir el ministerio público que es el poder sancionador.

## Impacto de las nuevas tecnologías
En los últimos años el Derecho administrativo ha tenido que asumir la incorporación de las nuevas tecnologías en la administración pública o lo que es lo mismo: la aparición de la administración electrónica.
El principal desafío para el Derecho administrativo ante estos cambios ha sido adaptar y ampliar el marco legal existente para mantener las mismas garantías jurídicas que existen en el papel también en la vía electrónica.
En algunos casos, como España, se ha ido más allá elevando la relación por medios electrónicos a un derecho para el ciudadano y obligación para la administración. Este ejemplo se concretó con la entrada en vigor de la Ley de Acceso Electrónico de los Ciudadanos a los Servicios Públicos que reconoce este derecho desde el 31 de diciembre de 2009. A partir del 2 de octubre de 2016, dicha norma es derogada por la nueva Ley del Procedimiento Administrativo Común, que da un paso más y establece la tramitación electrónica como la actuación habitual de las Administraciones.

## Regulación por país

### Argentina
El Derecho administrativo argentino, al tratarse de un Estado federal, está regulado primordialmente por las normas de cada provincia. Por lo que solo se hará referencia a la faz nacional del mismo, es decir, a las normas que involucran a la Administración pública nacional centralizada y descentralizada, a los entes autárquicos, a las sociedad y empresas del Estado, a las sociedades anónimas con participación estatal mayoritaria y a los entes de derecho público no estatales del ámbito federal.
Según el art. 99.1 de la Constitución Nacional, el Presidente es el responsable político de la administración general del país, pero quien verdaderamente ejerce la misma es el Jefe de Gabinete de Ministros (art. 100.1, Constitución).
El Presidente emite diversos tipos de reglamentos (llamados actos administrativos de alcance general en la Ley de Procedimientos Administrativos), a los cuales la doctrina clasifica en:
- Reglamentos autónomos (art. 99.1, CN);
- Reglamentos de leyes sancionadas por el Congreso (art. 99.2, CN);
- Reglamentos de necesidad y urgencia, en condiciones muy estrictas (art. 99.3, CN);
- Reglamentos que ejercen atribuciones delegadas por el Congreso Nacional, cumpliéndose ciertos requisitos (art. 76, CN);
- Reglamentos de promulgación parcial de leyes, válidos en tanto no alteren la naturaleza y esencia de estas (art. 80, CN).

A su vez, el Jefe de Gabinete de Ministros emite resoluciones administrativas.
A esto debe sumarse la maraña de actos administrativos stricto sensu (actos administrativos de alcance particular) que cotidianamente dicta el gobierno federal.
El acto administrativo debe cumplir los requisitos consagrados en el art. 7 de la Ley 19.549, esto es: competencia, causa, objeto, procedimiento, motivación y finalidad. No deben olvidarse las formalidades extrínsecas del acto (art. 8 de la misma Ley). Su falta acarrea nulidad o anulabilidad, según el caso, en los términos de la misma Ley. Los actos que padezcan de vicios que los hacen anulables pueden ser saneados sobre la base de diversos medios (ratificación, confirmación, conversión).
Argentina consagra en su legislación un sistema mixto de impugnación de actos administrativos: en primer lugar, el procedimiento administrativo propiamente dicho (consagrado en la Ley de Procedimientos Administrativos 19.549), cuyo agotamiento abre la segunda vía —siempre que el acto revistiera carácter de definitivo—; esta consiste en la posibilidad de acudir ante la Justicia Federal en lo Contencioso Administrativo a fin de demandar al Estado federal, aunque las sentencias contrarias a este son inexequibles en el texto de la Ley de Demandas contra la Nación 3.952, teniendo únicamente efecto declaratorio (art. 7 de la ley). Esta última es la fase del proceso administrativo, especie dentro del género procedimiento administrativo (en sentido amplio), al cual también pertenece el procedimiento administrativo en sentido estricto previo a la demanda judicial contra el Estado Federal.
De todas maneras, debe tenerse en cuenta que el art. 7 de la ley 3.952 fue relativizado al extremo por la Corte Suprema de Justicia de la Nación in re "Pietranera" (publicado en Fallos 265:291) (1966), cuando afirmó que esa norma no puede situar al Estado al margen del orden jurídico, respecto del cual es el principal garante de su cumplimiento. Posteriormente, el Congreso Nacional consolidó las deudas del Estado nacional, dando plazos para su cumplimiento (ley 23.982, de 1991).
Asimismo, los Estados provinciales son demandables ante la Justicia en lo Contencioso Administrativo local de cada uno de ellos, salvo en determinados casos en los cuales es competente la Corte Suprema de Justicia por su competencia originaria, los cuales se hallan enumerados en los arts. 116 y 117 de la Constitución Nacional. Estos supuestos incluyen:
- las causas que se susciten entre dos o más provincias;
- los asuntos entre una provincia y los vecinos de otra;
- controversias entre una provincia, contra un Estado o ciudadano extranjero.

En todo lo que la Ley de Procedimientos Administrativos federal haga silencio, será aplicable el Código Procesal Civil y Comercial de la Nación. En el caso de que una ley federal especial regule similares materias a las regidas por aquella, será aplicable la ley especial, por el principio general del derecho lex specialis derogat lex generalis.

### Chile
Los principios fundamentales del derecho administrativo son fijados por la Constitución. Entre ellos se encuentran no solo los principios clásicos de legalidad y responsabilidad, sino también los de publicidad y probidad, junto a los de "primacía de la persona" y servicialidad del Estado.
La función administrativa es ejercida por el presidente de la República, en colaboración con varios Ministerios u otras autoridades con rango ministerial. Cada Ministerio tiene una o más subsecretarías que, a su vez se relaciona o tiene bajo su dependencia a los diferentes servicios públicos que tienen encomendada la satisfacción de las necesidades de los ciudadanos.
Todos los ministerios y servicios públicos están dotados de un cuerpo de funcionarios públicos sujetos al Estatuto Administrativo.
Todos los entes públicos actúan a través del procedimiento administrativo, el cual garantiza a los interesados oportunidades para rendir prueba y para realizar impugnaciones.
Aunque no existe un sistema general de tribunales contencioso-administrativos competentes para conocer la generalidad de las acciones contra la administración pública, existen tribunales especiales que conocen contenciosos específicos (como la jurisdicción ambiental, tributaria, de contratación pública), además de los tribunales ordinarios que pueden conocer de aquellas acciones que la ley no atribuye a un tribunal especial, tales como la responsabilidad civil y la nulidad de los actos administrativos.
Una importante labor de control le corresponde también a la Contraloría General de la República (Chile), que ejerce un control de legalidad y constitucionalidad preventivo sobre los decretos y resoluciones, destacando entre sus principales funciones el pronunciamiento jurídico que es general y obligatorio para todos los órganos de la Administración del Estado.

### España
En España existen múltiples y dispersas normas que regulan el Derecho administrativo. En la Constitución, en su artículo 149.1.18º, establece que es competencia exclusiva del Estado "las bases del régimen jurídico de las Administraciones públicas y del régimen estatutario de sus funcionarios que, en todo caso, garantizarán a los administrados un tratamiento común ante ellas; el procedimiento administrativo común, sin perjuicio de las especialidades derivadas de la organización propia de las Comunidades Autónomas". Entre las leyes estatales que desarrollan este precepto están:
- La Ley 39/2015, de 1 de octubre, del Procedimiento Administrativo Común de las Administraciones Públicas, que a partir de su entrada en vigor, el 2 de octubre de 2016, deroga entre otras disposiciones la Ley 30/1992, de 26 de noviembre, reguladora del Régimen Jurídico de las Administraciones Públicas y del Procedimiento Administrativo Común y la Ley 11/2007, de 22 de junio, de acceso electrónico de los ciudadanos a los Servicios Públicos (conocida coloquialmente como la Ley de Administración Electrónica); esta derogación se completa el 2 de octubre de 2020, con la entrada en vigor las previsiones relativas al registro electrónico de apoderamientos, registro electrónico, registro de empleados públicos habilitados, punto de acceso general electrónico de la Administración y archivo único electrónico.
- La Ley 40/2015, de 1 de octubre, del Sector Público, que a partir de su entrada en vigor, el 2 de octubre de 2016, deroga entre otras disposiciones la Ley 6/1997, de 14 de abril, de Organización y Funcionamiento de la Administración General del Estado.
- La Ley 29/1998, de 13 de junio, reguladora de la Jurisdicción Contencioso Administrativa.
- Otras legislaciones sobre temas variados entre las que podemos encontrar el régimen del suelo, valoraciones y expropiación forzosa, contratos administrativos, función pública, la Ley Orgánica reguladora de los Cuerpos y Fuerzas de Seguridad, la Ley Orgánica de Protección de la Seguridad Ciudadana (conocida como «Ley Corcuera») y un largo etcétera.

Las administraciones públicas gozan de personalidad jurídica para el cumplimiento de las funciones que tienen legalmente atribuidas. Se clasifican en tres niveles: estatal, autonómico y local (administración del Estado, de las comunidades autónomas y entidades que componen la administración local).